# Premjit Lall
Premjit Lall (Calcutá, 20 de outubro de 1940 - Calcutá, 31 de dezembro de 2008) foi um tenista nascido na Índia. Ele disputou a Copa Davis pela equipe indiana de 1959 a 1973.